# Георги Йорданов (БЗНС)
Вижте пояснителната страница за други личности с името Георги Йорданов.
Георги Йорданов Илчев е български политик, един от дейците на Българския земеделски народен съюз. Министър на обществените сгради, пътищата и благоустройството (1931 – 1932).

## Ранни години
Роден на 1 март 1878 г. в пазарджишкото село Априлци в семейството на Йордан Илчев. Дядото на Георги е взел активно участие в Априлското въстание (1876). Убит е на връх Еледжик от турците. Мястото, където намира смъртта си, е известно под името – Илчов гроб или Илчова поляна. През 80-те години на XIX век Георги Йорданов се преселва със семейството си в Априлци (тогава Абдуларе). Поради това че с. Абдуларе е новоизграждащо се и няма все още училище, където да се образоват децата, през 1886 г. той отново е в с. Церово като ученик в първо отделение и учи там до завършването на трети прогимназиален клас.
Завръщайки се в Априлци, той се отдава на земеделски труд и духовно самообразование. Голяма роля за неговото изграждане като личност изиграва местната евангелска общност, в която е член. На базата на авторитета, който си изгражда в началото на XX век, през 1905 г. у него назрява идеята да се включи в средите на БЗНС. Това се случва непосредствено след прочитане на издавания от Цанко Церковски земеделски календар. Идеите за сдружаване на земеделците се струват доста привлекателни на Георги Йорданов. Така на 22 юни 1906 г. в град Пазарджик се основава първата земеделска дружба в околността, в която и той се включва като член. На следващата година, на 20 октомври 1907 г., дядо Георги заедно със Запрян Цоков и редица други по-будни младежи основават земеделска дружба и в с. Априлци. Започва се активна организационна дейност. Георги Йорданов е в основата на основаното през 1909 г. читалище в селото, носещо името „Съзнание“. Израснал като авторитетна и престижна фигура, е забелязан от ръководните органи на БЗНС и е приет за член на Управителния съвет на съюза през същата година. Стига дори до кандидатстване за народен представител в Елховска околия през 1911 г., но не е приет.

## Участие в Балканските войни и Първата световна война
По време на Балканската война участва в боевете при Дедеагач и в спомените на своите бойни другари остава като човек, готов винаги да се отдаде за ближния си. В Първата светова война взима активно участие във военните действия на румънския и македонския фронт. Именно там той е взет за военнопленник заедно със своя съселянин Тома Тренин, но успяват да се измъкнат и да се приберат в родното си село.

## Навлизане в голямата политика
На проведения конгрес на БЗНС през 1919 г. Георги Йорданов държи една впечатлителна и обаятелна реч. Именно тази му реч заедно с неговата представителна фигура с абата и потурите не остават незабелязани от Александър Стамболийски. Земеделският трибун възкликва, след като изслушва речта на дядо Георги, „Ето това е нашият Цицерон“. Така Георги Йорданов се отличава и успява да достигне до ръководните постове в БЗНС. На проведените избори през 1920 г. той отново се канидатира за народен представител в Струмишка околия и е избран. През цялото управление на Стамболийски остава в Македонския край, където успява да възстанови редица тамошни дружби и да съдружи селяните. След преврата на 9 юни 1923 г., когато е свален и убит Стамболийски, той е арестуван и прекарва до 1926 г. в Пазарджишкия затвор.

## Създаване на БЗНС Врабча 1 и участие в правителството на Народния блок
На 21 декември 1926 г. се поставя началото на БЗНС Врабча 1. Георги Йорданов заедно с Димитър Гичев, Константин Муравиев е в основата на новата земеделска организация. Георги Йорданов е определен за редактор на в-к „Сеяч“. Постепенно тази нова земеделска партия придобива масовост в обществените среди.
На 21 юни 1931 г. се провеждат избори за правителство. Спечелва коалицията Народен блок в която се намира и БЗНС Врабча 1, а Георги Йорданов е избран за министър на обществените сгради, пътищата и благоустройството. Министър-председател е водачът на Демократическата партия Александър Малинов. Но проблемите в коалиционното правителство не закъсняват и още в края на 1931 г. премиерското място се заема от Никола Мушанов. Георги Йорданов остава на министерското кресло до септември 1932 г., когато е заменен от по-младия член на БЗНС – Вергил Димов. След преврата от 19 май 1934 г. Георги Йорданов е главен редактор на в-к „Селски глас“ до 1938 г. Статиите са му посветени изцяло на религиозно-просветна тема. От 1933 г. е член на ПП на БЗНС-обединен (БЗНС „Александър Стамболийски“ и БЗНС „Врабча 1“). В периода 1935 – 1944 г. ръководи опозиционната група „Селски глас“.

## Последни години
По време на Втората световна война той заема позицията на противник на включването на България във войната на страната на Германия. След 9 септември 1944 г. той отново се включва активно в живота на земеделската партия. Привърженик е на Г. М. Димитров, а по-късно е член на опозиционния Български земеделски народен съюз - Никола Петков. Той заема с достойнство позицията, която се споделя и от Никола Петков против всякакво единодействие с политиката на ОФ. Заради пребиваването му в опозиционната група, след обесването на Никола Петков, през месец септември 1946 г. Георги Йорданов е въдворен под домашен арест в Априлци, където е принуден най-унизително да се разписва всеки ден в кметството. Умира на 23 декември 1950 г.

## Семейство
От брака с първата си съпруга Мария Кюсакова им се раждат три деца: Велика, Верка и Иван.
След смъртта на Мария, Георги Йорданов се задомява с Петра Медарова. Раждат им се шест деца: Кръстана, Йордан, Богдана, Зора, Райна, Здравка.

## Извадки от негови изказвания
„Да искате от мен да се откажа от своето вероизповедание, в което съм израсъл – това никога няма да направя! Аз няма да бъда достоен да бъда министър на България, ако стана вероотстъпник и клетвопрестъпник и то за какво – за едно попикано министерско кресло. Никога!“ – думи, изречени по време на натиска, който му се оказва, за да мине в православното лоно преди да стане министър.
„Младежта винаги се е бунтувала справедливо против неправдите в живота и се е борила за велики дела и правда. Тя е била в челните редици в борбата за по-добър живот и за правда в него“ – в слово пред ученици.
„Във време на буря, когато кормчиите са заети с управлението на кораба и с неговото спасяване, не е почтено тия, които спасяваме, да застават с нож в ръцете си. Наистина и сега е лошо, но има и по-лошо. Време е, когато всички трябва да се сплотим и заработим с дружни усилия за спасението на българската държава от страшна катастрофа, към която я тикат мнозина и отдясно и отляво. Вместо да критикувате, елате да работим“ – реч, произнесена на посещение в Русе през 1932 г.
„Докога българският народ ще се събира в църкви и ще върви след катафалки? Докога ще оплакваме тия, на които другите отнемат живота? Не плачете за мене, аз изпълних своя дълг. Изпълнете и вие дълга си за свобода и демокрация“ – из надгробно слово при смъртта на земеделеца Замфир Филипов, 1946 г.